# Stokes-Parameter
Die Stokes-Parameter sind ein Satz von vier Werten, meist als {\displaystyle S_{0}\ldots S_{3}} oder {\displaystyle I,Q,U} und {\displaystyle V} bezeichnet, die 1852 von George Gabriel Stokes zur Beschreibung des Polarisationszustandes elektromagnetischer Wellen (meist Licht) eingeführt wurden. Das Besondere an diesen Werten ist, dass sie durch einfache Messungen der Strahlungsleistung nach Durchgang durch verschiedene Polarisatoren berechnet werden können und so der Polarisationszustand recht einfach bestimmt werden kann.
Die Stokes-Parameter können zum Stokes-Vektor zusammengefasst werden. Analog zum Jones-Vektor und der Jones-Matrix – auch  Jones-Formalismus genannt – kann die Wirkung optischer Systeme auf Stokes-Vektoren im Müller-Formalismus durch Anwendung entsprechender Matrizen (Müller-Matrix) behandelt werden. Im Unterschied zum Jones-Formalismus kann zwar die Bestrahlungsstärke beschrieben werden, jedoch nur von inkohärentem Licht. Das heißt, es sind keine Phaseninformationen enthalten, und erlaubt damit nicht die Berechnung von Interferenzeffekten.

## Definition
| Polarisation       | Polarisationszustand | Stokes-Vektor                                             |
| ------------------ | -------------------- | --------------------------------------------------------- |
| linear, horizontal |                      | {\displaystyle {\begin{pmatrix}1\\1\\0\\0\end{pmatrix}}}  |
| linear, vertikal   |                      | {\displaystyle {\begin{pmatrix}1\\-1\\0\\0\end{pmatrix}}} |
| linear, +45°       |                      | {\displaystyle {\begin{pmatrix}1\\0\\1\\0\end{pmatrix}}}  |
| links-zirkular     |                      | {\displaystyle {\begin{pmatrix}1\\0\\0\\-1\end{pmatrix}}} |
| rechts-zirkular    |                      | {\displaystyle {\begin{pmatrix}1\\0\\0\\1\end{pmatrix}}}  |
| unpolarisiert      |                      | {\displaystyle {\begin{pmatrix}1\\0\\0\\0\end{pmatrix}}}  |

{\displaystyle S_{0}=I=P_{0^{\circ }}+P_{90^{\circ }}=\langle E_{x}^{2}+E_{y}^{2}\rangle }
{\displaystyle S_{1}=Q=P_{0^{\circ }}-P_{90^{\circ }}=\langle E_{x}^{2}-E_{y}^{2}\rangle }
{\displaystyle S_{2}=U=P_{45^{\circ }}-P_{135^{\circ }}=\langle 2E_{x}E_{y}\cos \delta \rangle }
{\displaystyle S_{3}=V=P_{\rm {RZ}}-P_{\rm {LZ}}\,=\langle 2E_{x}E_{y}\sin \delta \rangle }
Die Leistungen sind dabei die gemessene Leistung nach Durchgang durch einen horizontal (0°), vertikal (90°), 45° und 135° orientierten, idealen Polarisator sowie der rechts- und links-zirkular polarisierte Anteil des Lichts.
Alternativ lassen sie sich über die zeitgemittelten Amplituden {\displaystyle E_{\mathrm {x} }}, {\displaystyle E_{\mathrm {y} }} der elektrischen Wellenvektoren in einem orthogonalen Koordinatensystem, sowie deren relativer Phase {\displaystyle \delta } definieren.
Üblicherweise werden die Stokes-Parameter auf die einfallende Leistung normiert, indem alle vier Werte durch S0 dividiert werden, man spricht in diesem Zusammenhang vom normierten Stokes-Vektor.
{\displaystyle {\vec {S}}_{\mathrm {N} }={\frac {1}{S_{0}}}{\begin{pmatrix}S_{0}\\S_{1}\\S_{2}\\S_{3}\end{pmatrix}}}
| Bezugsgröße     | {\displaystyle S_{0}}                             | {\displaystyle S_{1}}                                     | {\displaystyle S_{2}}                                                   | {\displaystyle S_{3}}                              |
| --------------- | ------------------------------------------------- | --------------------------------------------------------- | ----------------------------------------------------------------------- | -------------------------------------------------- |
| Lichtintensität | {\displaystyle I_{\mathrm {x} }+I_{\mathrm {y} }} | {\displaystyle I_{\mathrm {x} }-I_{\mathrm {y} }}         | {\displaystyle I_{\mathrm {+45^{\circ }} }-I_{\mathrm {-45^{\circ }} }} | {\displaystyle I_{\mathrm {R} }-I_{\mathrm {L} }}  |
| ε-θ-System      | {\displaystyle 1}                                 | {\displaystyle \cos {2\varepsilon }\cdot \cos {2\theta }} | {\displaystyle \cos {2\varepsilon }\cdot \sin {2\theta }}               | {\displaystyle \sin {2\varepsilon }}               |
| ψ-Δ-System      | {\displaystyle 1}                                 | {\displaystyle -\cos {2\psi }}                            | {\displaystyle \sin {2\psi }\cdot \cos {\Delta }}                       | {\displaystyle -\sin {2\psi }\cdot \sin {\Delta }} |

## Definition in Kugelkoordinaten
Eine andere Formulierung findet sich in Kugelkoordinaten:
{\displaystyle {\begin{matrix}S_{0}&=&I\\S_{1}&=&I_{\mathrm {p} }\cos 2\psi \cos 2\chi \\S_{2}&=&I_{\mathrm {p} }\sin 2\psi \cos 2\chi \\S_{3}&=&I_{\mathrm {p} }\sin 2\chi \end{matrix}}}
Wobei {\displaystyle I} die Gesamtintensität, {\displaystyle I_{\mathrm {p} }} der polarisierte Anteil der Intensität, {\displaystyle \psi } die Verkippung der Polarisationsellipse und {\displaystyle \tan \chi } das Verhältnis der beiden Hauptachsen der Polarisationsellipse ist.

## Polarisationsgrad
Der Polarisationsgrad Π gibt an, wie groß der geordnete Anteil der Welle ist. Er ist definiert durch:
{\displaystyle \Pi ={\frac {\sqrt {S_{1}^{2}+S_{2}^{2}+S_{3}^{2}}}{S_{0}}}}
Beziehungsweise für nur linear polarisiertes Licht:
{\displaystyle \Pi ={\frac {\sqrt {S_{1}^{2}+S_{2}^{2}}}{S_{0}}}}
Für vollständig polarisiertes Licht gilt:
{\displaystyle S_{0}^{2}=S_{1}^{2}+S_{2}^{2}+S_{3}^{2}}
Für unpolarisiertes Licht hingegen gilt:
{\displaystyle S_{1}=S_{2}=S_{3}=0}.

## Winkel der maximalen Polarisation
Der Winkel der maximalen Polarisation ist definiert durch:
{\displaystyle \Theta ={\frac {1}{2}}\arctan {\frac {S_{2}}{S_{1}}}+n{\frac {\pi }{2}}}
wobei {\displaystyle n=1} für {\displaystyle S_{1}<0}, ansonsten ist {\displaystyle n=0}. Anders ausgedrückt bedeutet das, dass man 90° zum Winkel {\displaystyle \Theta } hinzu zählen muss, wenn {\displaystyle S_{1}} kleiner als {\displaystyle 0} ist.